# Welcome to My Hood
Welcome to My Hood è un singolo di DJ Khaled, pubblicato nel 2011 e interpretato insieme a Rick Ross, Plies, Lil Wayne e T-Pain. Il brano è stato estratto dall'album We the Best Forever.

## Tracce
- Download digitale

1. Welcome to My Hood – 4:49

## Remix
Nel marzo 2011 il brano è stato distribuito in formato digitale nella versione remix realizzata con Ludacris, T-Pain, Mavado, Busta Rhymes, Twista, Birdman, Fat Joe, Jadakiss, Ace Hood, Bun B, Game e Waka Flocka Flame.

## Video
Nel videoclip del brano, diretto da Gil Green, appaiono Flo Rida, Bow Wow, Busta Rhymes, Meek Mill, Tyga, Ace Hood, Birdman, Yo Gotti, DJ Drama, Soulja Boy e altri rapper.